# Morarilor (stație de metrou)
Morarilor este o stație planificată de metrou din București. Se va afla în Sectorul 2, în apropierea intersecției dintre Șoseaua Morarilor și Șoseaua Pantelimon, la o adâncime de −14 m.
În anii 1970, înainte de inaugurarea metroului, același nume urma să-l poarte actuala stație Costin Georgian. Stația a fost redenumită Muncii într-un moment necunoscut, anterior deschiderii M1.